# 伴久永
伴 久永（とも の ひさなが）は、平安時代前期から中期にかけての貴族。式部少丞・大伴池主の後裔とする系図がある。官位は正五位下・勘解由次官。

## 経歴
醍醐朝にて勘解由判官・少外記を経て、延喜14年（914年）大外記に任ぜられるが、延喜15年（915年）従五位下・淡路守に叙任され地方官に転じる。
翌延喜16年（916年）早くも大外記に復任すると、承平3年（933年）に没するまで、15年以上の長きに亘って大外記を務める。この間、侍従・勘解由次官や、阿波権掾・紀伊権介・美濃権介と地方官を兼ねる一方、延長2年（924年）従五位上、承平2年（932年）正五位下と昇進している。また、延長3年（925年）からは左大史・阿刀忠行と共に延喜式の編纂に参画し、延長5年（927年）に式が上表された際に、左大臣・藤原忠平、大納言・藤原清貫、神祇伯・中臣安則らと共に二人の名前が挙がっている。
朱雀朝の承平3年（933年）正月卒去。最終官位は正五位下行勘解由次官兼大外記。

## 官歴
『外記補任』による。
- 時期不詳：勘解由判官
- 延喜12年（912年） 正月15日：少外記
- 延喜14年（914年） 正月12日：大外記
- 延喜15年（915年） 正月7日：従五位下。正月12日：淡路守
- 延喜16年（916年） 3月28日：大外記
- 延喜19年（919年） 6月3日：兼阿波権掾
- 延喜21年（921年） 正月30日：兼侍従
- 延長2年（924年） 正月7日：従五位上
- 延長3年（925年） 正月30日：兼勘解由次官
- 延長5年（927年） 正月6日：見兼紀伊権介[3]
- 承平元年（931年） 3月13日：兼美濃権介
- 承平2年（932年） 11月16日：正五位下
- 承平3年（933年） 正月：卒去（正五位下行勘解由次官兼大外記）